# Сингаї (Народицька селищна громада)
Сингаї́ — село в Україні, в Народицькій селищній територіальній громаді Коростенського району Житомирської області. Населення становить 0 осіб.

## Населення
Станом на 1 жовтня 1941 року в селі налічувалось 24 дворів та 107 мешканців, в тому числі: чоловіків — 46 та жінок — 61.

## Історія
До 1939 року слобода Сингаївська.